# Tipula filicornis
Tipula filicornis är en tvåvingeart som beskrevs av Enrico Adelelmo Brunetti 1918. Tipula filicornis ingår i släktet Tipula och familjen storharkrankar. Inga underarter finns listade i Catalogue of Life.